# Local Government Areas of Australia
Local Government Areas of Australia (LGA) (Regiune administrativă locală) este un termen uzual mai ales pentru statistică în Australia (Australian Bureau of Statistics). Ea este folosită pentru a desemna teritoriul unui oraș sau alte unități teritoriale administrative. Termenul a preluat denumirile anteriooare de Borough, City, District, Municipality, Region, Rural City, Shire sau Town. În statul New South Wales și unele unități administrative din South Australia folosesc suplimentar termenii de Council. Formarea sau desființarea unui LGA este hotărâtă de guvernul Australiei, astfel vor apare în Australia denumiri diferite ca:
```
   * New South Wales: City, Area
   * Victoria: City, Rural City, Borough și Shire
   * 
Queensland
: City, Shire, Town și Island Council
   * South Australia: City, Rural City, Municipality/Municipal Council, District Council, Regional Council și Aboriginal Council
   * Western Australia: City, Town și Shire
   * Tasmanien: City și Municipality
   * Northern Territory: City, Town, Community Government Council și Shire
```

Excepție fac de la aceste subdivizări a LGA - ului, teritoriile:
- Australian Capital Territory și Jervis Bay Territory.